# Kiyonosuke Marutani
Kiyonosuke Marutani (丸谷 清之介?, Marutani Kiyonosuke; fl. XX secolo) è stato un calciatore giapponese, di ruolo centrocampista.